# Scopula macescens
Scopula macescens là một loài bướm đêm trong họ Geometridae.